# 박지아 (1972년)
박지아(1972년 2월 25일 ~ 2024년 9월 30일)는 대한민국의 배우였다. 아버지인 박수일은 대한민국 축구 국가대표팀선수로 활동하였고 이후에는 K리그 포항제철 축구감독으로도 활동하였다. 2024년 9월 30일, 뇌경색으로 투병 중 오전 2시 50분 향년 52세로 사망했다. 2024년 7월초 뇌출혈로 쓰러진 이후 투병해 왔다고 알려졌다. 장지는 갑산공원이다.

## 학력
- 진상고등학교 졸업
- 서울예술전문대학 연극과 전문학사 졸업

## 작품 활동

### 영화
- 《파과》 (2025년) - 요양 보호사 역 (유작)
- 《하이재킹》 (2024년) - 용대의 어머니 역 (특별출연)
- 《만분의 일초》 (2023년) - 재우 어머니 역
- 《그 겨울, 나는》 (2022년) - 경학 이모 역 (특별출연)
- 《클로젯》 (2020년) - 무당 역
- 《귀신의 향기》 (2019년) - 반장아줌마 역
- 《창궐》 (2018년) - 돌개어미 역
- 《곤지암》 (2018년) - 병원장 / 원장 귀신 역
- 《석조저택 살인사건》 (2017년) - 성 마담 역
- 《빠마》 (2015년) - 훈수줌마 역
- 《살인재능》 (2015년) - 카페주인 역
- 《미아》 (2015년) - 엄마 역
- 《여고생》 (2015년) - 최민정 역
- 《서울시청》 (2015년) - 한종옥 역
- 《무게》 (2013년) - 동배 역
- 《광해, 왕이 된 남자》 (2013년) - 한상궁 역
- 《마마》 (2011년) - 동희 역
- 《작은 연못》 (2009년) - 짱이고모 역
- 《귀향》 (2009년) - 성녀 역
- 《비몽》 (2008년) - 진의 옛 애인 역
- 《기담》 (2007년) - 아사코 엄마 역 (특별출연)
- 《숨》 (2007년) - 홍주연 역
- 《빈집》 (2004년) - 지아 역 (우정출연)
- 《자신에게 의뢰하는 느낌으로》 (2004년) - 주연
- 《봄 여름 가을 겨울 그리고 봄》 (2003년) - 아기엄마 역
- 《해안선》 (2002년) - 미영 역
- 《버스, 정류장》 (2001년) - 수학 강사 역
- 《죽이는 이야기》 (1998년) - 경리 1 역
- 《마리아와 여인숙》 (1997년) - 여자 1 역

### 드라마
- 《살롱 드 홈즈》 (ENA, 2025년) - 최선자 역
- 《탄금》 (Netflix, 2025년) - 귀곡자 역
- 《힘쎈여자 강남순》 (JTBC, 2023년) - 파벨 노쉬 역
- 《더 글로리》 (Netflix, 2022년) - 정미희 역
- 《클리닝 업》 (JTBC, 2022년) - 석순 역
- 《붉은 단심》 (KBS2, 2022년) - 한 상궁 역
- 《손 the guest》 (OCN, 2018년) - 김신자 역
- 《이판사판》 (SBS, 2017년) - 장순복 역
- 《써클: 이어진 두 세계》 (tvN, 2017년)
- 《역적 : 백성을 훔친 도적》 (MBC, 2017년)
- 《굿 와이프》 (tvN, 2016년) - 의원 역
- 《닥터스》 (SBS, 2016년) - 이가진 역
- 《미세스 캅 2》 (SBS, 2016년) - 김 여사 역
- 《드라마 스페셜 - 계약의 사내》 (KBS2, 2015년) - 인자 역
- 《착하지 않은 여자들》 (KBS2, 2015년) - 성악가 역
- 《발레리노》 (MBC 드라마넷, 2014년) - 최단장 역
- 《신의 퀴즈 4》 (OCN, 2014년) - 연주 역
- 《한뼘드라마 - 물품회수관리공단》 (MBC, 2005년)
- 《베스트극장 - 사랑2》 (MBC, 2000년)

### 공연
- 2010년 《서울연극올림픽 - 로베르토 쥬코》
- 2011년 《더 위너》
- 2012년 《서울노트》
- 2012년 《섬》 - 여자 역
- 2013년 《국립극단 가을마당 - 노란 달》
- 2016년 《스물스물 차이무 - 양덕원 이야기》 - 엄마 역
- 2016년 《엄마가 낳은 숙이 세 자매》 - 명숙 역
- 2020년~2021년 《나는 지금 나를 기억한다》 - 중년 여인 역
- 2020년 《강신일과 흔들거리며》
- 2021년 《지금이야, 지아씨》
- 2023년~2024년 《와이프》 - 수잔나 역